# Apodemus hyrcanicus
Apodemus hyrcanicus е вид бозайник от семейство Мишкови (Muridae). Видът е почти застрашен от изчезване.

## Разпространение
Разпространен е в Азербайджан и Иран.

## Описание
Популацията на вида е намаляваща.